# Hrvatski rast
Hrvatski rast (Hrast) je bio hrvatski politički pokret, stranka i udruga, koji objedinjava političke stranke, građanske udruge i pojedince, tradicionalno,  konzervativno, nacionalno i demokršćanski usmjerene.

## Povijest

### Predstavljanje
Pokret Hrvatski rast, skraćeno Hrast, predstavljen je javnosti 10. prosinca 2010., u Zagrebu. 
"Hrast je zajedništvo stranaka, udruga, organizacija i pojedinaca. Osnovni cilj Hrasta je demokratskim se putem suprotstaviti sadašnjoj dubokoj duhovnoj i upravljačkoj krizi u Hrvatskoj, te na narednim parlamentarnim, lokalnim i predsjedničkim izborima omogućiti da u sve hrvatske državne i društvene institucije napokon dođu moralne i stručne te socijalno i nacionalno odgovorne osobe" – navedeno je na predstavljanju, a kao temeljne vrijednosti za koje će se zalagati ističu se: kršćanstvo, obitelj, domoljublje i čovjekoljublje, što uključuje solidarnost i socijalnu osjetljivost.
Pokret Hrast činili su:
Obiteljska stranka, tadašnji predsjednik Ivica Relković;
Udruga "Glas roditelja za djecu" – GROZD, tadašnji predsjednik Ladislav Ilčić;
Hrvatska republikanska zajednica, predsjednik Mario Ostojić;
Hrvatsko kulturno vijeće, predsjednik Hrvoje Hitrec;
Udruga HOD, predsjednik Dražen Dujmović;
Hrvatsko društvo političkih zatvorenika;
građanska inicijativa Hrvatski pleter, predsjednik Ivo Markulin, kao i druge brojne organizacije civilnog društva. Među članovima su se isticali bivši predsjednički kandidati dr. Miroslav Tuđman, dr. Josip Jurčević i Ante Ledić.
Za prvu predsjednicu Hrasta izabrana je dopredsjednica GROZD-a Željka Markić.

### Raskol
U Hrastu je došlo do raskola u lipnju i srpnju 2011. Prema navodima većine članova Predsjedništva stranke, predsjednica stranke Željka Markić protupravno je preuzela samostalno vođenje stranke, te je u tu svrhu organizirano nasilno prekidanje sjednice Predsjednštva 4. srpnja 2011. Predsjednica Željka Markić osporava te navode.[nedostaje izvor]
Od tada skupine okupljene oko predsjednice, a to su Glas roditelja za djecu, Hrvatska republikanska zajednica, Hrvatsko kulturno vijeće i dr., nastavljaju se javno predstavljati kao Hrast. Druga strana, među kojima su Obiteljska stranka, HOD, Hrvatsko drštvo političkih zatvorenika, Hrvatski pleter, Miroslav Tuđman, Josip Jurčević, Ante Ledić i dr., smatraju projekt propalim i prestaju javno govoriti o Hrastu.
Ipak, većina u Predsjedništvu odredila je kapetana Ivu Markulina za vršitelja dužnosti predsjednika Hrasta umjesto Željke Markić. Od tada se vodi spor oko legalnog predstavljanja stranke koji još nije riješen.

### Izbori
Hrvatski rast, još uvijek zastupan po predsjednici Željki Markić, na parlamentarne izobre 2011. izašao je u svih 10 izbornih jedinica kao i u dijaspori ukupno osvojivši malo manje od 30 000 glasova, ali niti jedan mandat u Hrvatskome saboru.
Na isti način, Hrast se kandidirao na lokalnim izborima 2012. i osvojio nekoliko mandata.

### Prestanak postojanja stranke
Na dan 20. kolovoza 2021. godine, u Registru političkih stranaka Republike Hrvatske, Ministarstva uprave, navodi se da je stranka prestala postojati.

### Nova stranka
Zbog nemogućnosti preuzimanja stranke od većine u Predsjedništvu, skupine okupljene oko predsjednice krajem 2012. osnivaju novu stranku Hrast – Pokret za uspješnu Hrvatsku. Predsjednik nove stranke je Ladislav Ilčić. Nova stranka koristi isti vizualni identitet i sličan naziv kao i Hrvatski rast, što može dovesti do zabune.